# گربه جنگلی (فیلم)
گربه جنگلی (انگلیسی: Jungle Cat) فیلمی به کارگردانی جیمز آلگار است که در سال ۱۹۵۹ منتشر شد.